# تشارلز دبليو. جيلكريست
تشارلز دبليو. جيلكريست (بالإنجليزية: Charles W. Gilchrist)‏ هو موظف مدني وسياسي أمريكي، ولد في 12 نوفمبر 1936 في واشنطن العاصمة في الولايات المتحدة، وتوفي في 24 يونيو 1999 في بالتيمور في الولايات المتحدة. انتخب المدير التنفيذي لمقاطعة مونتغومري ‏ (4 ديسمبر 1978 – 1 ديسمبر 1986).